# Jacob Boutera
Jacob Boutera (* 29. April 1996 in Aurskog) ist ein norwegischer Leichtathlet, der im Mittelstrecken- und Hindernislauf an den Start geht.

## Sportliche Laufbahn
Erste Erfahrungen bei internationalen Wettkämpfen sammelte Jacob Boutera im Jahr 2021, als er bei den Halleneuropameisterschaften in Toruń mit 3:41,69 min in der Vorrunde im 1500-Meter-Lauf ausschied. Anschließend siegte er in 8:30,73 min bei den Copenhagen Athletics Games über 3000 m Hindernis. Im Jahr darauf startete er bei den Weltmeisterschaften in Eugene und schied dort mit 8:31,47 min im Vorlauf aus und anschließend gelangte er bei den Europameisterschaften in München mit 8:33,38 min im Finale auf Rang elf. Bei den Crosslauf-Europameisterschaften 2023 in Brüssel wurde er nach 30:54 min 18. im Einzelrennen und sicherte sich in der Teamwertung die Bronzemedaille hinter den Teams aus Belgien und Frankreich. Im Jahr darauf schied er bei den Europameisterschaften in Rom mit 8:38,22 min im Vorlauf über die Hindernisse aus und im Dezember wurde er bei den Crosslauf-Europameisterschaften in Antalya wurde er nach 23:12 min 29. im Einzelrennen.
2024 wurde Boutera norwegischer Meister im 3000-Meter-Hindernislauf.

## Persönliche Bestleistungen
- 1500 Meter: 3:40,23 min, 2. Juni 2022 in Jessheim
  - 1500 Meter (Halle): 3:41,69 min, 4. März 2021 in Toruń
- 3000 Meter: 7:49,87 min, 9. August 2024 in Jessheim
  - 3000 Meter (Halle): 7:59,77 min, 3. Februar 2024 in Gent
- 3000 m Hindernis: 8:21,69 min, 14. Juni 2022 in Turku